# Birmania en los Juegos Olímpicos de Melbourne 1956
Birmania estuvo representada en los Juegos Olímpicos de Melbourne 1956 por un total de once deportistas masculinos que compitieron en cuatro deportes.
El equipo olímpico no obtuvo ninguna medalla en estos Juegos.